# Bèta-alanine
β-alanine (of bèta-alanine) is een natuurlijk voorkomend β-aminozuur, dit is een aminozuur waarin de aminogroep op de β-positie ten opzichte van de carboxylgroep is geplaatst (n.l., twee atomen verwijderd, zie  figuur 1).  De IUPACnaam voor β-alanine is 3-aminopropaanzuur.  In tegenstelling tot het veel meer voorkomende α-alanine heeft β-alanine geen chirale centra, en dus ook geen stereoïsomeren.

## Biosynthese en Industriële synthese

Figuur 1: Vergelijking tussen β-alanine (rechts) met het gebruikelijke (en chirale) aminozuur, L-α-alanine (links)

De biosynthese van dit aminozuur is een onderdeel van de degradatie van dihydrouracil en carnosine. Industrieel wordt  β-alanine bereid uit ammonia en β-propiolactone.

## Biochemische functie
β-alanine komt niet voor in enig bekend groter proteïne of enzym.  Wel is het een component van de natuurlijk voorkomende peptiden carnosine en anserine, het vormt ook een onderdeel van pantotheenzuur (vitamin B5), dat zelf een onderdeel is van co-enzym A.  Normaal gesproken wordt β-alanine gemetaboliseerd tot azijnzuur.
β-alanine is de beperkende factor in de vorming van carnosine: de hoeveelheid carnosine wordt beperkt door de beschikbaarheid van  β-alanine, niet die van histidine.  Het gebruik van β-alanine als voedingssupplement leidt aantoonbaar tot een hogere concentratie carnosine in spieren, vermindert vermoeidheid bij sporters en vergroot in zijn algemeenheid de door spieren verrichte arbeid. Carnosine als voedingssuplement gebruiken is minder effectief dan β-alanine alleen, omdat carnosine in het maag-darmkanaal wordt afgebroken in zijn componenten, histidine en β-alanine.  Puur op gewicht is slechts 40% van de dosis beschikbaar als β-alanine.
Hoewel veel minder effectief is β-alanine toch de agonist die direct in activiteit volgt op glycine zelf voor de strychnine-gevoelige glycinereceptor (GlyR) (De agonist volgorde is: glycine ≫ β-alanine > taurine ≫ alanine, L-serine > proline).

## Doping
Bewijs bestaat dat β-alanine als voedingssuplement tot betere sportprestaties kan leiden, maar er is ook bezorgdheid over de veiligheid van de verbinding.
Inname van β-alanine kan aanleiding geven tot paresthesie wat beschreven wordt als een prikkend gevoel. Het effect is afhankelijk van de dosis.

## Metabolisme
Biogene bronnen van β-alanine omvatten het katabolisme van de pyrimidinederivaten cytosine en uracil.  Het lot van gevormd β-alanine is divers:
- Zoals veel aminozuren, kan β-alanine oxidatieve transaminatie ondergaan.  Met pyruvaat (2-oxopropaanzuur) ontstaan malonaatsemialdehyde en L-alanine. Het semialdehyde kan door malonate-semialdehydedehydrogenase omgezet worden in malonaat. Het gevormde malonaat wordt omgezet in malonyl-CoA dat vervolgens een rol speelt in het vetzuurmetabolisme.[10]
- β-alanine kan worden omgezet in pantotheenzuur.[10]
- β-alanine kan deel gaan uitmaken van Coenzym A.[10]